# Seznam zápasů turecké fotbalové reprezentace na Mistrovství Evropy
Turecká fotbalová reprezentace byla celkem 5x na mistrovstvích Evropy ve fotbale a to v letech 1996, 2000, 2008, 2016, 2021.
- Aktualizace po ME 2021 - Počet utkání - 18 - Vítězství - 5x - Remízy - 1x - Prohry - 12x

| Číslo | Soupeř      | Výsledek             | ME      | Fáze turnaje       | Góly Turecka                                                     |
| ----- | ----------- | -------------------- | ------- | ------------------ | ---------------------------------------------------------------- |
| 1.    | Chorvatsko  | 0 – 1                | ME 1996 | základní skupina D | Ne                                                               |
| 2.    | Portugalsko | 0 – 1                | ME 1996 | základní skupina D | Ne                                                               |
| 3.    | Dánsko      | 0 – 3                | ME 1996 | základní skupina D | Ne                                                               |
| 4.    | Itálie      | 1 – 2                | ME 2000 | základní skupina A | Okan Buruk                                                       |
| 5.    | Švédsko     | 0 – 0                | ME 2000 | základní skupina A | Ne                                                               |
| 6.    | Belgie      | 2 – 0                | ME 2000 | základní skupina A | 2x Hakan Şükür                                                   |
| 7.    | Portugalsko | 0 – 2                | ME 2000 | čtvrtfinále        | Ne                                                               |
| 8.    | Portugalsko | 0 – 2                | ME 2008 | základní skupina A | Ne                                                               |
| 9.    | Švýcarsko   | 2 – 1                | ME 2008 | základní skupina A | Sentürk Semih, Turan Arda                                        |
| 10.   | Česko       | 3 – 2                | ME 2008 | základní skupina A | 2x Nihat Kahveci, Turan Arda                                     |
| 11.   | Chorvatsko  | 1 – 1 (PP) (pen.3-1) | ME 2008 | čtvrtfinále        | Semih Şentürk penalty: Arda Turan, Semih Şentürk, Hamit Altıntop |
| 12.   | Německo     | 2 – 3                | ME 2008 | semifinále         | Uğur Boral, Semih Şentürk                                        |
| 13.   | Chorvatsko  | 0 – 1                | ME 2016 | základní skupina D | Ne                                                               |
| 14.   | Španělsko   | 0 – 3                | ME 2016 | základní skupina D | Ne                                                               |
| 15.   | Česko       | 2 – 0                | ME 2016 | základní skupina D | Burak Yılmaz, Ozan Tufan                                         |
| 16.   | Itálie      | 0 – 0                | ME 2021 | základní skupina A | Ne                                                               |
| 17.   | Wales       | 0 – 2                | ME 2021 | základní skupina A | Ne                                                               |
| 18.   | Švýcarsko   | 1 – 3                | ME 2021 | základní skupina A | İrfan Kahveci                                                    |